# Alain Cuny
Alain Cuny, pseudoniem van René Xavier Marie, (Saint-Malo, 12 juli 1908 - Parijs, 16 mei 1994) was een Frans acteur. 
Hij was te zien in een vijftigtal films. Hij was een van de vroegste medewerkers van Jean Vilar bij het Théâtre national populaire en op het Festival van Avignon. 
Hij viel op door zijn rijzige gestalte, zijn dramatische présence, zijn afgemeten manier van spreken met een diepe majestatische grafstem, zijn staalblauwe ogen en zijn verweerd gezicht.

## Leven en werk

### Afkomst en opleiding
Alain Cuny werd in 1908 geboren in Saint-Malo waar zijn vader advocaat was. Van jongs af aan voelde hij zich aangetrokken tot de teken- en de schilderkunst. Op vijftienjarige leeftijd schreef hij zich in aan de École nationale supérieure des beaux-arts in Parijs. Hij hield zich spoedig bezig met het ontwerpen van affiches en van toneel- en filmdecors. Tegelijkertijd raakte hij geboeid door de psychoanalyse en door het surrealisme. Hij kreeg de gelegenheid André Breton, de grondlegger van het surrealisme, te ontmoeten evenals de theateravant gardist Antonin Artaud en de schilders Braque et Picasso. 

### Toneel
Zijn eerste vriendin, de Zweedse Tutta, volgde toneelles bij Charles Dullin. Via haar kwam hij in contact met Dullin en werd hij eveneens zijn leerling. Zijn leermeester voorspelde hem algauw een schitterende carrière. Cuny knoopte ondertussen vriendschapsbanden aan met Artaud, Jean Cocteau en Paul Claudel.
De Comédie-Française merkte zijn talent op in 1939 en wierf hem aan om in Phèdre, de bekendste tragedie van Racine, naast de  gevestigde waarde Marie Bell te spelen. Het stuk werd niet opgevoerd door het uitbreken van de oorlog. Cuny werd enige tijd later in een stuk van Giono opgemerkt door Marcel Carné die hem zijn eerste filmsucces bezorgde.    
Tijdens de oorlog werd Cuny door Paul Claudel gekozen om een hoofdrol te spelen in diens mysteriespel L'Annonce faite à Marie. Heel zijn verdere toneelcarrière bleef Cuny trouw aan Claudel.  
Na de oorlog was Cuny aanwezig op het eerste Festival van Avignon waar hij meespeelde in L'Histoire de Tobie et de Sara van Claudel. Hij trad toe tot het Théâtre national populaire (TNP) van Jean Vilar, de stichter van het Festival van Avignon. Met het TNP bracht hij werk van onder meer Shakespeare, Racine en Claudel. 
Aan het einde van de jaren vijftig werd hij lid van het toneelgezelschap van het koppel Jean-Louis Barrault-Madeleine Renaud en creëerde met hen het stuk Tête d’Or van Claudel. 
Vanaf de jaren zeventig speelde hij veel minder theater, net zoals hij vanaf het einde van die jaren ook minder filmwerk deed. De laatste jaren van zijn leven legde hij zich toe  op het lezen van teksten op het Festival van Avignon.

### Franse filmcarrière
Cuny had al enige bekendheid in de theaterwereld toen hij zijn debuut maakte op het grote scherm in de rol van een matroos in het romantisch drama Remorques (1941). Zijn doorbraak het jaar daarop had hij te danken aan Les Visiteurs du soir, een van de vele films verwezenlijkt door de tandem Carné-Prévert. In deze in de middeleeuwen gesitueerde fantasyfilm was hij een van de twee gezanten van Satan die vermomd als minstreel tegenspoed en vernieling onder de mensen moeten brengen. Hij verraadt echter zijn opdracht door verliefd te worden. In 1943 was hij nog te zien in Le Baron fantôme, een andere fantasyfilm met dialogen van Cocteau. Na deze film gaf hij tijdens de rest van de jaren veertig voorrang aan zijn toneelcarrière.

#### De jaren vijftig: twee glansrollen
Pas in 1956 draaide hij weer een Franse film. Hij gaf gestalte aan Claude Frollo, de naargeestige, gestrenge, meedogenloze geestelijke die meer en meer wordt gekweld door zijn duistere verlangens naar de beeldschone zigeunerin Esmeralda in Notre-Dame de Paris. Dit historisch drama, de derde Franse filmversie van de gelijknamige roman van Victor Hugo, was een van de grootste kaskrakers van het jaar. Twee jaar later genoot Cuny's volgende Franse film, het drama Les Amants, de tweede langspeelfilm van Nouvelle Vaguecineast Louis Malle, ook veel bijval bij het publiek. Cuny vertolkte een rijke uitgever die wordt bedrogen door zijn jongere vrouw.

#### Latere carrière
In 1963 trad hij aan in een bijrol in de komische avonturenfilm Peau de banane, een van de twee enige fictiefilms die  documentairemaker Marcel Ophüls draaide. Zijn volgende echt betekenisvolle Franse film werd pas in 1969 door Luis Buñuel geregisseerd: de tragikomedie La Voie lactée.
In 1974 nam Cuny een rol aan die volledig in contrast stond met alles wat hij tot dan toe had gespeeld. Hij nam de rol van de oudere en libidineuze meester van de vrije liefde en de ondeugd voor zijn rekening in Emmanuelle. In deze erotische film 'ontfermde' hij zich over de jonge en onervaren Emmanuelle. Het was de meest succesrijke film van dat jaar in Frankrijk en hij scoorde ook hoog ver daarbuiten. 
In de Godardmisdaadfilm Détective (1985) gaf hij gestalte aan een oude maffioso. In 1988 vertolkte hij de vader van Paul en Camille Claudel in de dramatische biopic Camille Claudel. Hij hield er een nominatie voor de César voor beste mannelijke bijrol aan over. 

### Italiaanse filmcarrière

#### Malaparte en Antonioni
In 1950 vroeg Curzio Malaparte hem een van de hoofdrollen te vertolken in Il cristo proibito (1951), zijn enige film. Dit hooggestemd drama betekende het startschot van Cuny's Italiaanse filmcarrière. Datzelfde jaar draaide hij het historisch drama Camicie rosse onder regie van Francesco Rosi. In 1953 werkte hij twee keer samen met Michelangelo Antonioni, eerst als acteur in het drama La signora senza camelie, daarna als regieassistent van het drama I vinti.

#### Fellini
In Federico Fellini's beroemde tragikomedie La dolce vita (1960) speelde Cuny als intellectueel de oudere vriend en model van verslaggever Marcello Mastroianni. Fellini castte hem een tweede keer in Satyricon (1969), zijn vrije en groteske filmversie van de gelijknamige schelmenroman van Petronius. In deze zich in de Romeinse oudheid afspelende fantasyfilm vertolkte Cuny een koopman-bandiet die de zeeën afschuimt op zoek naar schatten en mooie jonge mannen voor de pleziertjes van de keizer. Hij wordt zelf verliefd op een wondermooie gevangengenomen jongeling en trouwt met hem onder het oog van zijn vrouw vooraleer hij door een keizerlijke machtswissel het hoofd wordt afgehakt.

#### Ferreri
In het begin van de jaren zeventig werkte Cuny twee keer samen met Marco Ferreri. Het drama L'Udienza (1971) voerde Cuny op als Belgische jezuïetenpater in de onmiddellijke omgeving van Vaticaanstad. In de anachronistische op de werven van de Parijse Halles gesitueerde westernparodie Touche pas à la femme blanche! (1974) belichaamde hij Sitting Bull.     

#### Rosi
In diezelfde periode hernieuwde Cuny een eerste keer de samenwerking met Francesco Rosi: Uomini contro (1970) toonde hoe hij in de rol van een Italiaanse generaal aan het begin van de Eerste Wereldoorlog zijn troepen vanuit de loopgraven onverbiddelijk de dood injaagt en de soldaten die in opstand komen laat fusilleren. Zes jaar later vertolkte Cuny een statige, aan smetvrees lijdende rechter die wordt vermoord in Rosi's in Sicilië gesitueerde politieke thriller Cadaveri eccellenti (1976). In de jaren tachtig deed Rosi nogmaals een beroep op hem voor twee literatuurverfilmingen: het op de gelijknamige autobiografische roman van Carlo Levi gebaseerd politiek drama Cristo si è fermato a Eboli (1979) en het op de gelijknamige roman van Gabriel García Márquez gebaseerd wraakdrama Cronaca di una morte annunciata (1987).

### Laat filmregiedebuut en allerlaatste rollen
Op 82-jarige leeftijd ging Cuny zelf in de regisseursstoel plaatsnemen om het drama L'Annonce faite à Marie (1991), op te nemen, een eerbetoon aan zijn favoriete toneelschrijver Claudel, naar diens gelijknamige toneelstuk. Zijn laatste filmrol was die van een oude markies in de historische komedie Le Retour de Casanova (1992).
In 1994 overleed Cuny in Parijs op 85-jarige leeftijd.

### Privéleven
In 1962 trad Cuny in het huwelijk met Marie-Blanche Giudicelli. Het koppel ging uiteen in 1969.

## Filmografie

### Lange speelfilms (selectie)
- 1939 - Remorques (Jean Grémillon)
- 1940 - Après Mein Kampf, mes crimes (Alexandre Ryder)
- 1941 - Madame Sans-Gêne (Roger Richebé)
- 1942 - Les Visiteurs du soir (Marcel Carné
- 1943 - Le Baron fantôme (Serge de Poligny)
- 1949 - Les Conquérants solitaires (Claude Vermorel)
- 1951 - Il cristo proibito (Curzio Malaparte)
- 1951 - Camicie rosse (Goffredo Alessandrini en Francesco Rosi)
- 1953 - La signora senza camelie (Michelangelo Antonioni)
- 1953 - I vinti (Michelangelo Antonioni) (regieassistent)
- 1956 - Notre-Dame de Paris (Jean Delannoy)
- 1958 - Les Amants (Louis Malle)
- 1960 - La dolce vita (Federico Fellini)
- 1962 - La Croix des vivants (Ivan Govar)
- 1963 - Peau de banane (Marcel Ophüls)
- 1964 - La corruzione (Mauro Bolognini)
- 1969 - La Voie lactée (Luis Buñuel)
- 1969 - Satyricon (Federico Fellini)
- 1970 - Uomini contro (Francesco Rosi)
- 1971 - Valparaiso, Valparaiso (Pascal Aubier)
- 1971 - L'Udienza (Marco Ferreri)
- 1972 - De meester en Margarita (Aleksandar Petrović)
- 1974 - Touche pas à la femme blanche! (Marco Ferreri)
- 1974 - Emmanuelle (Just Jaeckin)
- 1976 - Cadaveri eccellenti (Francesco Rosi)
- 1978 - La chanson de Roland (Frank Cassenti)
- 1979 - Cristo si è fermato a Eboli (Francesco Rosi)
- 1985 - Détective (Jean-Luc Godard)
- 1987 - Cronaca di una morte annunciata (Francesco Rosi)
- 1988 - Camille Claudel (Bruno Nuytten)
- 1990 - Les Chevaliers de la Table ronde (Denis Llorca)
- 1991 - L'Annonce faite à Marie (Alain Cuny)
- 1992 - Le Retour de Casanova (Édouard Niermans)

### Televisie (selectie)
- 1972 - André Malraux: La légende du siècle (Claude Santelli) (stem)
- 1980 - La Peau de chagrin (Michel Favart) (televisiefilm naar Honoré de Balzac)
- 1982 - Colomba (Giacomo Battiato) (televisiefilm naar Prosper Mérimé)
- 1982 - Emmenez-moi au théâtre: Phèdre
- 1983 - Le Corsaire (Franco Giraldi) (televisieserie)
- 1987 - La Piovra (seizoen 3)

## Prijzen
- 1992 - Joseph Plateauprijs (Life-time Achievement) op het Film Fest Gent
- 1992 - L'Annonce faite à Marie : Preis der Ökumenischen Jury op het Internationaal filmfestival van Berlijn